# 512
512 (DXII) var ett skottår som började en söndag i den julianska kalendern.

## Händelser

### Juni
- 29 juni — En solförmörkelse antecknas av Marcellinus Comes.

### Okänt datum
- Kejsar Anastasius I avbryter en period där politiska val varit vanliga, och börjar istället framhäva sin egen monofysitistiska tro.
- Vulkanen Vesuvius får ett nytt utbrott.
- Östaten Usan-guk erövras av den koreanska Silladynastins general Lee Sabu.
- Tidigaste kända daterade texten på det arabiska alfabetet, i Zebed i den romerska provinsen Syria.
- Flavianus II, patriark av Antiochia, avsätts och efterträds av Severus.

## Födda
- Sankt David, skyddspatron för Wales
- Wu Mingche

## Avlidna
- Wang Baoming, kinesisk änkekejsarinna och regent.